# 1934
Évszázadok: 19. század – 20. század – 21. század
Évtizedek: 1880-as évek – 1890-es évek – 1900-as évek – 1910-es évek – 1920-as évek – 1930-as évek – 1940-es évek – 1950-es évek – 1960-as évek – 1970-es évek – 1980-as évek
Évek: 1929 – 1930 – 1931 – 1932 –  1933 – 1934 – 1935 – 1936 – 1937 – 1938 – 1939

## Események

### Határozott dátumú események

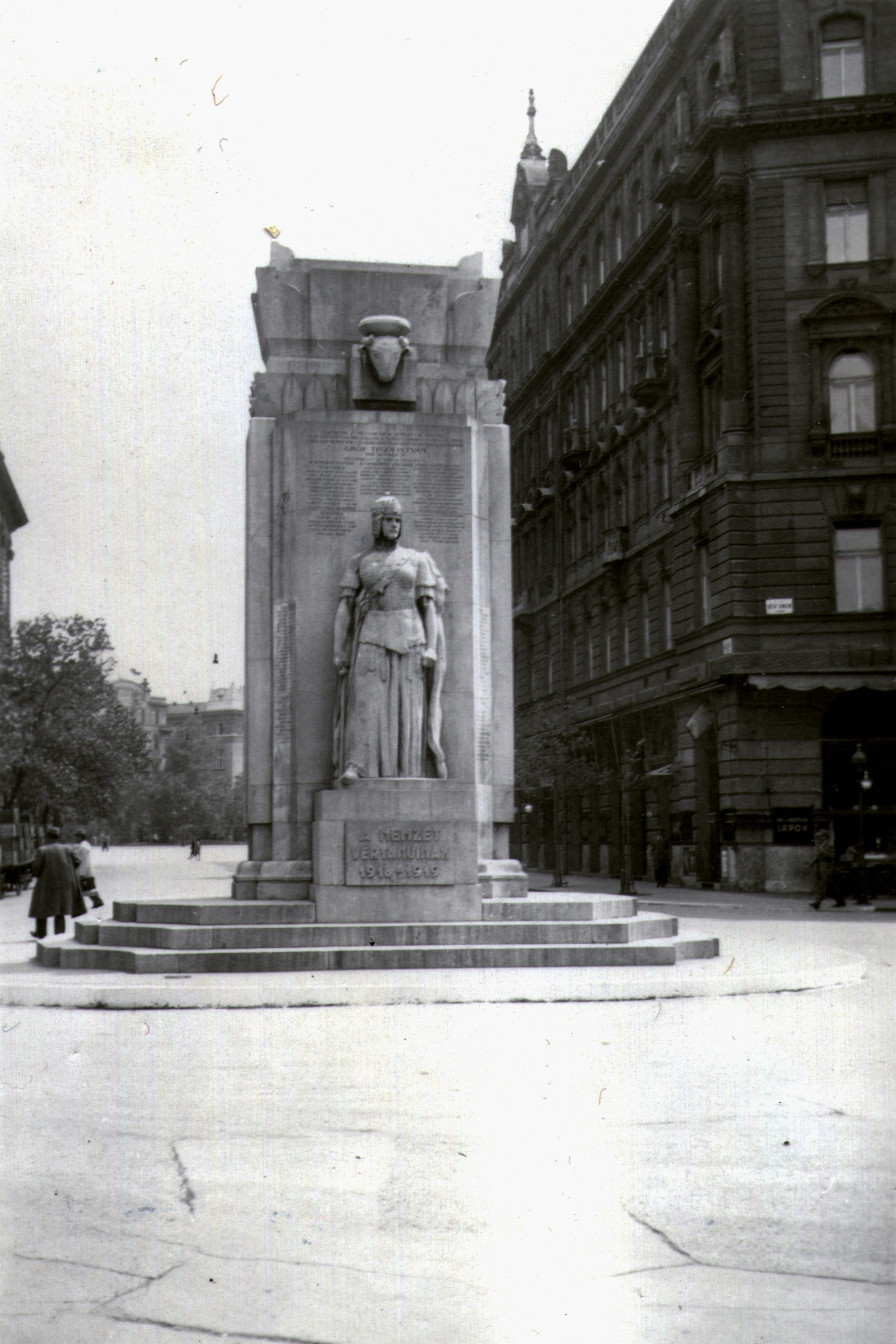
A Nemzet Vértanúinak emlékműve

- január 1. – Életbe lép az „örökletes betegségekben szenvedők”  kötelező sterilizálásáról szóló törvény Németországban.
- január 3. – Bányaszerencsétlenség az észak-csehországi Osek u Duchcova község Netson III. nevű bányájában. (A szerencsétlenség 142 ember életét követeli.)[1]
- január 20. – A német parlament elfogadja a nemzeti munkáról szóló törvényt.[2]
- január 26. – Aláírják a lengyel-német megnemtámadási szerződést, és az ezt kiegészítő gazdasági egyezményt.[3]
- február 6. – Magyarország és Szovjetunió felveszik a diplomáciai kapcsolatokat.[4]
- február 8. – Magyarország és Szovjetunió megegyeznek a diplomáciai kapcsolataik modalitásairól és az 1924 évi jegyzékek alkalmazásáról.
- február 9. – Athénban Jugoszlávia, Görögország, Románia és Törökország részvételével létrejön az úgynevezett Balkán-paktum.[5]
- február 17. – A csehszlovák koronát először devalválják, aranytartalmát 44,58 mg-ról 37,15 mg-ra csökkentik.[1]
- március 18. – Budapesten, a Vértanúk terén felavatják a Nemzet Vértanúinak emlékművét.[6]
- április 17. – Az ún. római megállapodás Jugoszláviának lehetőséget ad az Olaszországgal, Magyarországgal és Ausztriával való együttműködésre.[7]
- április 20. – Heinrich Himmler kerül a Gestapo élére.[2]
- április 26–28. – Prágában francia-csehszlovák külügyminiszteri tárgyalások a közép-európai helyzetről.[1]
- május 1. – Jugoszláv-német gazdasági egyezményt írnak alá, megkezdődik a jugoszláv külkereskedelem átorientálódása.[7]
- május 23. – Lelövik a híres Bonnie és Clyde bűnöző párost.[8]
- május 24. – Tomáš Masarykot negyedszer is csehszlovák államfővé választják. (A kommunista jelölt, Klement Gottwald 38 szavazatot kap, míg a német és magyar képviselők üres cédulával szavaznak.)[1]
- június 9. – Csehszlovákia teljes körű diplomáciai kapcsolatot létesít a Szovjetunióval, ami egyben a francia-szovjet keleti paktumterv támogatását is jelenti.[1]
- június 17. – Lengyelországban Bereza Kartuskában internáló tábort hoznak létre a biztonságot, békét és közrendet veszélyeztető személyek részére.[9]
- június 29–30. – A „hosszú kések éjszakája”.[10]
- július 20. – Németországban az SS önállósodik és Hitlernek rendelik alá.[2]
- július 25. – Sikertelen nemzetiszocialista hatalomátvételi kísérlet Bécsben,[11] osztrák náci puccsisták megölik Engelbert Dollfuß osztrák kancellárt.
- augusztus 2. – Paul von Hindenburg német birodalmi elnök elhunytával Hitler „vezér és birodalmi kancellár” címet vesz fel, a saját kezében egyesíti az államfő és a miniszterelnök hatáskörét, a pártvezérség megtartásával.[2]
- augusztus 19. – Népszavazás Németországban, amelyen a szavazók 89,9%-a áldását adja az elnöki és a kormányfői funkció összevonására.[12]
- szeptember 12. – Észtország, Lettország és Litvánia megalakítja a balti antantot.[13]
- szeptember 18. – A Szovjetunió belép a Népszövetségbe.[14]
- október 6.
  - Elindul útjára az első hazai építésű Duna-tengerjáró hajó, a „Budapest”.[15]
  - Katalónia kikiáltja részleges függetlenségét a Spanyol Szövetségi Köztársaságon belül. (Ez azonban mindössze tíz órán keresztül volt életképes. A katalán vezetőket letartóztatták és bebörtönözték, minden fontosabb tisztségviselői posztra a köztársasági kormány megbízható személyeket nevezett ki.)[16]
- október 9. – Marseille-ben – a macedón ORIM (Organização Revolucionária Interna da Macedônia) és a horvát Usztasa mozgalom tagjai – meggyilkolják I. Sándor jugoszláv királyt és Louis Barthou francia külügyminisztert.[17][18] (A kiskorú II. Péter király mellett a régens Pál herceg.)[7]
- október 21. – A szudétanémet front kongresszusa nagy visszhangra talált a német kisebbség körében.[1]
- november 22. – Belgrád az I. Sándor ellen elkövetett királygyilkosságban való részvétellel vádolja Magyarországot a Népszövetségben.[7]
- november 24. – Sipőcz Jenőt, Budapest polgármesterét főpolgármesterré nevezik ki. (Utóda december 14-étől Szendy Károly.)
- december 10. – Csehszlovákia csatlakozik ahhoz a francia-szovjet jegyzőkönyvhöz, amely tiltja a megállapodást a keleti paktumtervet ellenző államokkal.[1]
- december 31. – A Szabadság téri bankrablás Budapesten.

## Az év témái

### 1934 a filmművészetben
- június 9. – Első alkalommal jelenik meg Donald kacsa portréja.

### 1934 az irodalomban
- József Attila: Medvetánc[19]
- Thomas Mann: József és testvérei című tetralógia II. kötete.
- Weöres Sándor: Hideg van (első kötete).
- Szerb Antal: A Pendragon legenda[20]
- November folyamán jelenik meg a Híd című jugoszláviai magyar folyóirat első száma.[21]

### 1934 a sportban
- május 27.–június 10. 1934-es labdarúgó-világbajnokság, Olaszország, Világbajnok: Olaszország
- július 27. – Először rendezik meg a Kékszalag vitorlásversenyt, Európa leghosszabb távú és legrégebbi[forrás?] tókerülő versenyét.
- A FTC nyeri az NB1-et. Ez a klub tizenharmadik bajnoki címe.

### 1934 a tudományban
- Percy Shaw angol gyáros, feltaláló szabadalmaztatja a macskaszemet.

### 1934 a zenében
- Bartók Béla megírja V. vonósnégyesét.[22]

## Születések
- január 5. – Láng József Jászai Mari-díjas magyar színművész
- január 7. – Dr. Kollányi László, Fleischmann Rudolf díjas növénynemesítő († 2006)
- január 7. – Kovács Ferenc, Kovács III, olimpiai bronzérmes labdarúgó, edző († 2018)
- január 8. – Szabó Iván, mérnök-közgazdász, politikus († 2005)
- január 16. – Gyuricza József, magyar tőrvívó világbajnok († 2020)
- január 17. – Hatlaczky Ferenc, olimpiai ezüstérmes, világbajnok kajakozó, építészmérnök († 1986)
- január 20. – S. Nagy István, eMeRTon-díjas magyar szövegíró († 2015)
- január 23. – Madarász Katalin, magyar nótaénekesnő
- január 24. – Földi Teri, Jászai Mari-díjas magyar színésznő († 2020)
- február 6. – Ivánkay Mária nyolcszoros siketlimpiai bajnok magyar asztaliteniszező, sportvezető, a nemzet sportolója
- február 7. – Edward Fenech Adami máltai politikus, volt miniszterelnök és köztársasági elnök
- február 11. – John Surtees, brit gyorsaságimotor- és autóversenyző († 2017)
- február 12. – Ladányi Mihály, költő († 1986)
- február 24. – Frank Braña, spanyol színész († 2012)
- március 8. – František Velecký, szlovák színész († 2003)
- március 9. – Jurij Gagarin, szovjet űrhajós († 1968)
- március 10. – Kulcsár Gergely, magyar atléta, olimpiai ezüst- és bronzérmes gerelyhajító, edző († 2020)
- március 12. – Moldova György, Kossuth-díjas magyar író († 2022)
- március 26.
  - Alan Arkin, Oscar-díjas amerikai színész († 2023)
  - Harkányi Endre, Kossuth-díjas magyar színművész († 2025)
- március 27. – Csurka István, kétszeres József Attila-díjas magyar író, politikus († 2012)
- március 30. – Nujany Vigyaz, erza író, újságíró
- március 31.
  - Carlo Rubbia, Nobel-díjas olasz fizikus
  - Richard Chamberlain, háromszoros Golden Globe-díjas amerikai színész, énekes († 2025)
- április 3. – Jane Goodall, angol etológus, antropológus, primatológus
- április 5. – Roman Herzog, német politikus, államfő († 2017)
- április 10. – Durkó Zsolt, magyar zeneszerző († 1997)
- április 15. – Bodrogi Gyula, Kossuth-díjas magyar színművész, a nemzet színésze
- április 24. – Shirley MacLaine, Oscar-díjas amerikai színésznő
- április 30. – Jerry Lordan, angol énekes, zeneszerző († 1995)
- május 8. – Glits Márton magyar agrármérnök, növényvédelmi szakember, egyetemi tanár († 2022)
- május 11. – Fonyó József, Jászai Mari-díjas magyar színész († 2004)
- május 17. – Kárpáti György kanadai magyar neurológus, molekuláris biológus, az MTA tagja († 2009)
- május 23. – Dr. Robert Moog, a róla elnevezett szintetizátor feltalálója († 2005)
- június 1. – Pat Boone, amerikai énekes, dalszerző, színész
- június 6. – II. Albert belga király, III. Lipót belga király és Asztrid svéd hercegnő második fia
- június 7. – Zádor Ervin, magyar olimpiai bajnok vízilabdázó († 2012)
- június 9. – Károlyi Pál, Erkel Ferenc-díjas magyar zeneszerző († 2015)
- június 13. – Lőte Attila, Jászai Mari-díjas magyar színművész
- június 14. – Pénzes Bethen magyar zoológus († 2005)
- június 20. – Lubik Hédy, magyar hárfás, hárfa- és kamarazene-tanár († 2022)
- július 22. – Louise Fletcher, Oscar-díjas amerikai színésznő († 2022)
- július 25. – Claude Zidi, francia filmrendező, operatőr és forgatókönyvíró
- augusztus 2. – Jákó Vera, előadóművész, nótaénekesnő († 1987)
- augusztus 2. – Maár Gyula, Kossuth-díjas magyar filmrendező († 2013)
- augusztus 4. – Bodó Andrea, olimpiai bajnok magyar tornász († 2022)
- augusztus 7. – Simó Sándor, magyar filmrendező († 2001)
- szeptember 4. – Urbán Lajos magyar vasúti vezető, szakpolitikus, közlekedési miniszter
- szeptember 7. – Bitó László, magyar orvoskutató, író († 2021)
- szeptember 8. –  Kalász Márton Kossuth- és kétszeres József Attila-díjas magyar író, költő, műfordító, a nemzet művésze († 2021)
- szeptember 20. – Sophia Loren, Oscar-díjas olasz színésznő, énekesnő
- szeptember 21. – Leonard Cohen, kanadai költő, regényíró, énekes és dalszövegíró († 2016)
- szeptember 28. – Brigitte Bardot, francia színésznő, énekesnő, állatvédő
- szeptember 29. – Ilia Mihály, Széchenyi-díjas magyar irodalomtörténész
- szeptember 29. – Csíkszentmihályi Mihály Széchenyi-díjas amerikai-magyar pszichológus († 2021)
- szeptember 29. – Nagy Ervin magyar közgazdász, közlekedésügyi miniszterhelyettes
- szeptember 30. – Földy László, Európa-bajnok asztaliteniszező († 2015)
- október 10. – Hervay Gizella, költő, író, műfordító († 1982)
- október 13. – Nána Múszhuri görög énekesnő, az UNICEF jószolgálati nagykövete
- október 16. – Marosi József, olimpiai ezüstérmes magyar vívó
- október 22. – Pomogáts Béla Széchenyi-díjas magyar kritikus, irodalomtörténész, tanár († 2023)
- október 31. – Harasztÿ István Kossuth-díjas magyar szobrászművész († 2022)
- november 9. – Carl Sagan amerikai csillagász, planetológus, asztrobiológus († 1996)
- november 12. – Charles Manson amerikai bűnöző, akit többek közt az 1960-as években elkövetett Tate-LaBianca gyilkosságok kiterveléséért ítéltek el († 2017)
- november 15. – Pavlics Irén, magyarországi szlovén írónő, újságírónő († 2022)
- november 15. – Kóti Árpád Kossuth-díjas magyar színművész, a nemzet színésze († 2015)
- november 23. – Sárközy Zoltán Jászai Mari-díjas magyar színész († 2019)
- november 27. – Lukács Lóránt, Balázs Béla-díjas magyar operatőr, filmrendező († 2025)
- december 8. – Almási István magyar népzenekutató († 2021)
- december 9. – Garas Dezső, Kossuth-díjas magyar színész, rendező, a nemzet színésze († 2011)
- december 9. – Judi Dench, Oscar-díjas angol színésznő
- december 15. – Sztanyiszlav Sztanyiszlavavics Suskevics, belarusz tudós és politikus, Fehéroroszország ideiglenes államfője († 2022)
- december 21. – Weninger Richárd, hárfás, karmester és zenepedagógus († 2011)
- december 28. – Maggie Smith, kétszeres Oscar-díjas angol színésznő († 2024)

## Halálozások
- január 6. – Nyilasy Sándor, festőművész (* 1873)
- január 20. – Deák-Ébner Lajos, festőművész (* 1850)
- február 8. – Móra Ferenc, író (* 1879)
- február 13. – Pusztai József író, költő, újságíró (* 1864)
- február 17. – I. Albert belga király (* 1875)
- február 23. – Edward Elgar, brit zeneszerző (* 1857)
- április 21. – Carsten Egeberg Borchgrevink norvég-angol származású felfedező, sarkkutató (* 1864)
- június 18. – Derkovits Gyula, magyar festő és grafikus (* 1894)
- június 26. – Széchenyi Dénes diplomata (* 1866)
- július 1. – Ernst Röhm német katona, politikus, a Sturmabteilung alapítója (* 1887)
- július 4. – Marie Curie, lengyel származású kétszeres Nobel-díjas francia fizikus (* 1867)
- július 25. – Engelbert Dollfuß, osztrák kancellár (* 1892)
- augusztus 2. – Paul von Hindenburg, német elnök (* 1847)
- október 11. – Kövesligethy Radó, magyar csillagász, geofizikus, akadémikus (* 1862)
- december 1. – Szergej Mironovics Kirov vezető szovjet kommunista politikus (* 1886)[14]

## Nobel-díjasok
- A Nobel-díjat a svéd Alfred Nobel alapította, 1901 óta adják át, melyet a Svéd Királyi Tudományos Akadémia ítél oda a tudomány, az irodalom és humanitárius területen kimagasló eredményt elért magánszemélyeknek, illetve intézményeknek.

| Fizikai            | nem adták ki                                       |
| Kémiai             | Harold C. Urey                                     |
| Orvosi-fiziológiai | George Whipple, George Minot, William Parry Murphy |
| Irodalmi           | Luigi Pirandello                                   |
| Béke               | Arthur Henderson                                   |